# أسفل هربة (يافع)

تعديل مصدري - تعديل

اسفل هربة هي إحدى قرى عزلة لبعوس بمديرية يافع التابعة لمحافظة لحج، بلغ تعداد سكانها 163 نسمة حسب تعداد اليمن لعام 2004.